# Tribunal Supremo (España)
El Tribunal Supremo (TS) es el órgano judicial que se encuentra en la cúspide del poder judicial español. Establecido originalmente en virtud del Título V de la Constitución de 1812 para sustituir —en todo lo referente a la justicia— al sistema de consejos, y actualmente regulado en el Título VI de la Constitución de 1978, su jurisdicción se extiende a todo el territorio nacional y es el órgano superior en todos los órdenes jurisdiccionales: civil, penal, contencioso-administrativo, social y militar. No obstante, los asuntos de relevancia constitucional no corresponden al Tribunal Supremo sino que se reservan al Tribunal Constitucional, que es independiente del poder judicial.
El Tribunal Supremo es el principal tribunal español de casación, encomendado con la misión de garantizar la aplicación uniforme de las leyes en todo el territorio nacional y asegurar que los órganos judiciales de todo el país aplican los mismos criterios interpretativos de estas.
Cuenta con 79 magistrados que se reparten entre las cinco salas que componen el Tribunal, una por cada orden jurisdiccional. Su sede está en la plaza de la Villa de París de Madrid, ocupando dependencias de lo que fue el palacio y convento de las Salesas Reales.

## Historia
Desde los inicios del Estado moderno que se conoce como España, la administración de justicia ha estado siempre en manos del monarca, quien administraba la justicia y legislaba en el ámbito penal. No es hasta entrado el siglo XVIII, con la llegada de la Ilustración y sus ideas, muchas de ellas relacionadas con la separación de poderes, que aparece la idea de un tribunal independiente que administre justicia.

### Fundación
Esta idea no se plasma en España hasta la Constitución de 1812, donde se plantaron las actuales bases del Tribunal Supremo. En el informe de la comisión encargada de la formación del proyecto constitucional, fueron consignados los propósitos que conducirían a su creación: apartar los asuntos gubernativos dispersos en los distintos organismos supremos, llevándolos al Consejo de Estado; procurar que, en caso alguno, fueran los magistrados distraídos de su augusto ministerio y conservar separadas las facultades propias y características de la potestad judicial.
En el apartado XVL de aquel dictamen memorable, se razonó la creación del Tribunal Supremo: «Delegada por la Constitución a los tribunales, la potestad de aplicar las leyes, es indispensable establecer, para que haya sistema, un centro de autoridad en que vengan a reunirse todas las ramificaciones de la potestad judicial. Por lo mismo, se establece en la Corte un Supremo Tribunal de Justicia, que constituirá este centro común. Sus principales atributos deben ser los de la inspección suprema sobre todos los jueces y tribunales encargados de la administración de justicia».
Promulgada y jurada la Constitución el 19 de marzo de 1812, el 17 de abril siguiente, por Decreto quedó instaurado el Tribunal Supremo, aunque la guerra de la independencia y el asedio de la ciudad de Cádiz impidieron la eficacia de la nueva estructuración constitucional de la justicia. No obstante, la primera sede del Tribunal Supremo se fijó en la Casa-Palacio de los Marqueses de Recaño, en Cádiz, donde se erigió la Torre Tavira.
Con el repliegue de las tropas francesas, se trasladaron a Madrid las Cortes de Cádiz, ya con el carácter de ordinarias, reuniéndose el 15 de enero de 1814 en el teatro llamado de los Caños del Peral y siguiendo su labor reformadora, aprobaron el Reglamento del Supremo Tribunal de Justicia por Decreto de 13 de marzo de 1814, que no tuvo vigencia alguna por la inestabilidad de la situación política y porque el primer acto de gobierno del rey Fernando VII el Deseado, al regresar del exilio, fue la derogación de la Constitución y de todos los decretos de las Cortes, por el llamado manifiesto de Valencia de 4 de mayo de 1814. Ello significó la vuelta a los Consejos Reales y la confusión de los poderes administrativos y judicial como emanados del poder real.

### Trienio Constitucional: regreso del Tribunal
En el Trienio Constitucional, se obligó a Fernando VII a jurar la Constitución de 1812 y convocar Cortes Unicamerales que desarrollaron una labor legislativa paralela a las Cortes de Cádiz. Fueron abolidos durante este período los antiguos Consejos de la Corona y restablecido el Supremo Tribunal de Justicia.
En 1823 con la caída de nuevo del constitucionalismo, Fernando VII declara, mediante Real Decreto de 1 de octubre, nulos todos los actos de gobierno emitidos desde el 7 de marzo de 1820, restableciéndose el Consejo de Castilla, hasta que en 1834, la reina Isabel II suprime los antiguos Consejos de España y de Indias, e instaura por Real Decreto de 24 de marzo el Tribunal Supremo. Este se compuso de tres salas, una de ellas encargada de los asuntos de ultramar, recibió el nombre de Tribunal Supremo de España e Indias, y las otras dos, se designaron como el Tribunal Supremo de Guerra y Marina y el Tribunal Supremo de Hacienda, desapareciendo así definitivamente el Consejo de Castilla.

### Reinado de Isabel II
El 26 de septiembre de 1835 el Reglamento Provisional para la Administración de Justicia divide al Tribunal Supremo de España e Indias en tres salas, dos para la península e islas adyacentes y una tercera para ultramar, compuestas por quince magistrados, turnándose entre sí anualmente los de las dos primeras salas. Este reglamento favoreció la unidad del procedimiento, acabando con las prácticas y costumbres de cada tribunal, imponiéndose trámites gratuitos en detrimento de los aranceles, se recorta el abusivo arbitrio judicial, sobre todo en los de penal, intensificando la inspección en los distintos grados de la administración, y agravando el trabajo de los magistrados al elevarse el número de votos necesarios para dictar sentencias.
Prosigue paulatinamente la regulación de este tribunal durante los siguientes años, así, una Real Orden, no publicada, de 15 de agosto de 1836 cambia el nombre del Tribunal Supremo de España e Indias por el de Tribunal Supremo de Justicia, nombre que le daba la Constitución de 1812.
Entre el periodo de 1840 a 1858, no transcurre un solo año sin que se dicte alguna disposición sobre la organización del Tribunal, figurando entre las más interesantes la Ley de 16 de junio de 1841 que acaba con los privilegios de los Tribunales de Navarra, quedando subordinados al Tribunal Supremo. En 1854 por Real Decreto de 17 de enero se suprime la Sala de Indias ordenando repartir sus asuntos entre las otras dos Salas, pero fue inmediatamente restablecida hasta la Ley Provisional de 1870.
En 1863, se elevaron al Gobierno tres proyectos: el de reforma de la Casación Civil, en lo relativo al trámite de admisión del recurso; el de establecimiento del recurso de casación en lo Criminal y por último el de reorganización del propio Tribunal Supremo, con un Presidente, cinco Vicepresidentes y treinta y un magistrados divididos en cinco salas: sala de admisión en lo civil, sala de admisión en lo criminal, sala primera, segunda y tercera. Integran la Sala de Gobierno, el presidente del Tribunal Supremo, los cinco vicepresidentes y el fiscal. Desaparecen en este último proyecto la Sala de Indias y se acumulan los cargos de relatores y escribanos en el de secretarios de Sala.
El Decreto de 13 de octubre de 1868 que remite a la jurisdicción ordinaria del Tribunal Supremo el conocimiento de los asuntos contencioso-administrativos, creando una Sala para que entendiera de ellos y suprime la Sección de lo Contencioso del Consejo de Estado, que era la que venía conociendo de ellos.
El Decreto-Ley de 6 de diciembre del mismo año, que suprime los fueros especiales devolviendo a la jurisdicción ordinaria las causas civiles y criminales que conocían los Tribunales eclesiásticos, y refunde en el Supremo el Tribunal de las Órdenes Militares, que mucho más adelante volvería a tener su propia jurisdicción, y acaba con los Tribunales de Comercio y Hacienda.

### Segunda República española
Con la Segunda República, por Decreto de 6 de mayo de 1931 se reorganiza el Tribunal Supremo en cinco Salas: Primera: para lo Civil; Segunda: para lo Criminal; Tercera y Cuarta: para lo Contencioso-Administrativo; y Quinta: para lo Social. Por aplicación del artículo 239 de la ley provisional sobre Organización del Poder Judicial, en relación con el Real decreto de 26 de enero de 1920, el presidente de la República Niceto Alcalá-Zamora jubila de manera taxativa a varios magistrados del Tribunal Supremo, entre ellos al anterior presidente, José María Ortega Morejón. A continuación se nombra nuevo presidente a Diego Medina García, anterior presidente de la Sala primera del alto tribunal.
La Constitución de 1931 crea una Sala Sexta de Justicia militar, asumiendo las competencias del Consejo Supremo de Guerra y Marina.

### Constitución de 1978
La actual Constitución de 1978 dedica su Título VI al Poder Judicial y su artículo 123 al Tribunal Supremo reconociéndole como el órgano jurisdiccional superior en todos los órdenes, con jurisdicción en toda España, siendo su presidente nombrado por el rey, a propuesta del Consejo General del Poder Judicial, en la forma que determine la Ley.
La primera mujer que llegó al Tribunal Supremo fue Milagros Calvo en 2002.

## Atribuciones
Conoce y decide en única instancia los procesos de responsabilidad civil o penal contra el presidente y los ministros del Gobierno de la Nación, los senadores y diputados de las Cortes Generales, el presidente y los magistrados del propio Tribunal Supremo y vocales del Consejo General del Poder Judicial (CGPJ), el presidente y los magistrados del Tribunal Constitucional y otros integrantes de altas instituciones del Estado y de las comunidades autónomas.
Asimismo, conoce y decide los procesos de ilegalización de partidos políticos, a instancia exclusiva del Ministerio Fiscal o del Gobierno, requerido a ello por el Senado o el Congreso de los Diputados.
También conoce y decide los recursos ordinarios y extraordinarios previstos por la Ley contra las resoluciones de los tribunales inferiores.
Por último, conoce y decide los demás procesos que la Constitución o la Ley reservan a su competencia.

## Organización
El Tribunal se constituye en cinco Salas.
- La Sala Primera, de lo Civil: Se compone de un presidente y nueve magistrados.
- La Sala Segunda, de lo Penal: Se compone de un presidente y catorce magistrados.
- La Sala Tercera, de lo Contencioso-Administrativo: Se compone de un presidente y treinta y dos magistrados.
- La Sala Cuarta, de lo Social: Se compone de un presidente y doce magistrados.
- La Sala Quinta, de lo Militar: Se compone de un presidente y siete magistrados. Esta sala se caracteriza porque solo cuatro de sus miembros provienen de la carrera judicial; los cuatro restantes provienen del Cuerpo Jurídico Militar.[10]

Además, dentro del Tribunal Supremo existen unos órganos jurisdiccionales especiales:
- Un Tribunal de Conflictos de Jurisdicción (art. 38 LOPJ), que resuelve los conflictos positivos y negativos de jurisdicción que se susciten entre los Juzgados o Tribunales y la Administración; está compuesto por el presidente del Tribunal Supremo, dos magistrados de la Sala de lo Contencioso-Administrativo y tres consejeros permanentes del Consejo de Estado.
- Una Sala de Conflictos de Jurisdicción (art. 39 LOPJ), que resuelve los conflictos positivos y negativos de jurisdicción que se susciten entre un órgano judicial perteneciente a la jurisdicción ordinaria y un órgano judicial perteneciente a la jurisdicción militar; está compuesta por el presidente del Tribunal Supremo, dos magistrados de la Sala correspondiente al orden jurisdiccional de la jurisdicción ordinaria en conflicto y dos magistrados de la Sala de lo Militar.
- Una Sala Especial de Conflictos de Competencia (art. 42 LOPJ), que resuelve los conflictos positivos y negativos de competencia que se susciten entre órganos judiciales pertenecientes a distinto orden jurisdiccional; está compuesta por el presidente del Tribunal Supremo y por un magistrado de cada una de las Salas correspondientes a los órdenes jurisdiccionales en conflicto.
- Una Sala innominada descrita en el artículo 61 de la Ley Orgánica del Poder Judicial, que conoce de los procesos de ilegalización de partidos políticos, de los procesos sobre declaración de error judicial y sobre responsabilidad en ejercicio de funciones jurisdiccionales de las demás Salas del Tribunal Supremo y de otros procesos de especial importancia; está compuesta por el presidente del Tribunal Supremo, los presidentes de las Salas y el magistrado más antiguo y el más moderno de cada una de ellas.

## Garantías constitucionales
El Tribunal Supremo goza de una posición análoga a la de las Cortes Generales y el Gobierno de la Nación, a causa de posición equivalente como cabeza de uno de los tres Poderes del Estado.
En garantía de su libertad de funcionamiento, el Tribunal Supremo cuenta con la prerrogativa de ejecutividad de sus actos en virtud del principio de obediencia a las resoluciones judiciales firmes consagrado por la Constitución, en conjunción con el hecho de que la mayoría de las resoluciones de este Tribunal son firmes por tratarse de soluciones a recursos contra actos de los Tribunales inferiores.
Además, el Tribunal Supremo es el único que puede ordenar la detención de sus propios miembros y sólo él puede procesarlos y separarlos por responsabilidades civiles y penales en el desempeño de sus funciones.
Adicionalmente, el Consejo General del Poder Judicial también supervisa el funcionamiento del Tribunal Supremo, aunque todos los actos de este Consejo pueden ser anulados por el propio Tribunal Supremo en vía contencioso-administrativa.

## Organización y funcionamiento
El Tribunal Supremo está compuesto por el presidente del Tribunal Supremo y por un número indeterminado de magistrados adscritos a las diversas salas que lo integran, todos ellos nombrados por el rey a propuesta del Consejo General del Poder Judicial.
En el seno del Tribunal Supremo existen órganos jurisdiccionales, es decir, encargados de administrar justicia en nombre del rey juzgando y haciendo ejecutar lo juzgado, y órganos gubernativos y administrativos, es decir, aquellos con función de gobierno y dirección o de simple administración y auxilio a los otros dos grupos.

### Órganos jurisdiccionales: las salas
El Tribunal Supremo está dividido en cinco salas, que entienden de los recursos que se presenten contra las resoluciones de los Tribunales inferiores y en primera o única instancia de los procesos sobre responsabilidad del presidente y los ministros del Gobierno de la Nación, de los senadores y diputados de las Cortes Generales, del presidente y los magistrados del Tribunal Supremo, de los vocales del Consejo General del Poder Judicial, del presidente y los magistrados del Tribunal Constitucional y de otros integrantes de órganos constitucionales del Estado y las comunidades autónomas, siempre según los respectivos órdenes jurisdiccionales:
- Sala Primera, de lo Civil. Presidida por Ignacio Sancho Gargallo.
- Sala Segunda, de lo Penal. Presidida por Andrés Martínez Arrieta (interino/en funciones) .
- Sala Tercera, de lo Contencioso-Administrativo. Presidida por Pablo María Lucas Murillo de la Cueva (interino/en funciones).
- Sala Cuarta, de lo Social. Presidida por Concepción Rosario Ureste García.
- Sala Quinta, de lo Militar. Presidida por Jacobo Barja de Quiroga López.

### Órganos gubernativos
Con subordinación al Consejo General del Poder Judicial, los órganos gubernativos del Tribunal Supremo son los encargados de conocer y resolver las cuestiones de índole administrativa y de funcionamiento del Tribunal y sus órganos jurisdiccionales. Son órganos gubernativos:
- El presidente del Tribunal Supremo.
- La Sala de Gobierno del Tribunal Supremo, compuesta por el presidente del Tribunal Supremo, los presidentes de cada una de sus Salas y un número de magistrados igual al de estos, elegidos por el procedimiento arbitrado en la Ley Orgánica del Poder Judicial.

### Órganos de administración
La Secretaría de Gobierno del Tribunal Supremo, el Gabinete Técnico de Documentación e Información, el Departamento de Archivo, Biblioteca e Información, el Departamento de Informática y el Registro General son órganos administrativos y técnicos que posibilitan el funcionamiento del Tribunal en sus respectivos ámbitos de actuación.

## Fiscalía
Ante este Alto Tribunal ejerce sus funciones la Fiscalía del Tribunal Supremo, órgano del Ministerio Fiscal que, bajo la jefatura del Fiscal General del Estado, se encarga de representar los intereses generales en aquellos casos que el Tribunal Supremo conozca por su propia jurisdicción o mediante los recursos de casación, revisión y otros extraordinarios.
Aunque encabezada por el fiscal general, la dirección y coordinación de esta fiscalía se encuentra delegada en el Teniente Fiscal del Tribunal Supremo. Además de estos dos fiscales, la fiscalía se integra por aquellos Fiscales de Sala y Fiscales del Tribunal Supremo que se establezca en la plantilla. De acuerdo con la vigente plantilla del Ministerio Fiscal, aprobada por Real Decreto 1100/2024, de 29 de octubre, la Fiscalía del Tribunal Supremo está formada por el Fiscal General del Estado, el Teniente Fiscal del Tribunal Supremo, perteneciente a la primera categoría, ocho Fiscales de Sala de la primera categoría y 40 fiscales de la segunda categoría. El principal órgano consultivo y de coordinación de esta fiscalía es la Junta de Fiscales de Sala.
En cuanto a su organización, el trabajo se distribuye a imitación de la organización del Tribunal Supremo, esto es, mediante cinco secciones que actúan ante las cinco Salas del Tribunal Supremo. Todas ellas son encabezadas por un Fiscal de Sala.

## Sede

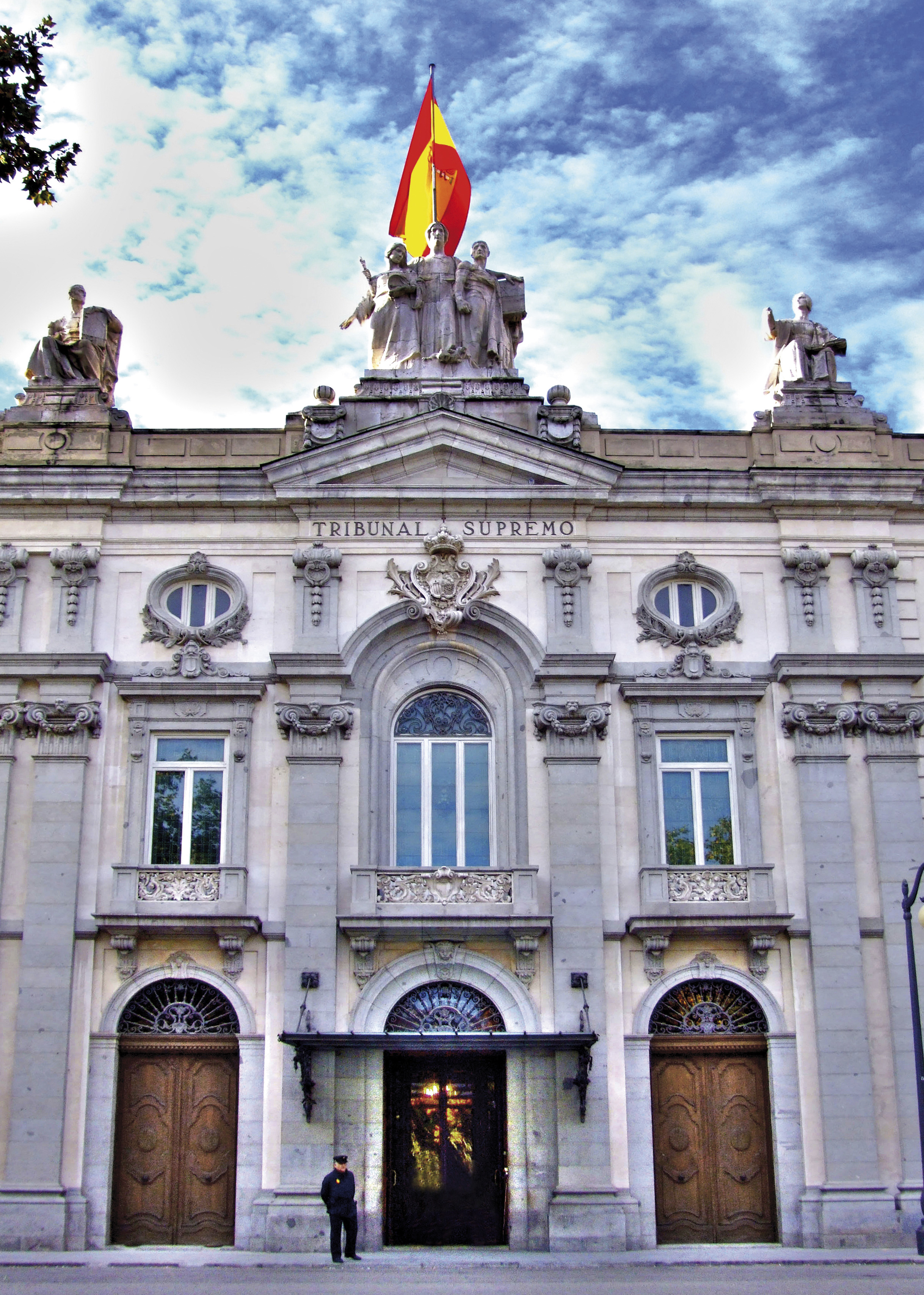
Fachada del Tribunal Supremo

La sede del Tribunal Supremo se encuentra en Madrid, en la plaza de la Villa de París, ocupando dependencias que fueron del palacio y convento de las Salesas Reales, fundado por la reina Bárbara de Braganza en el siglo XVIII.

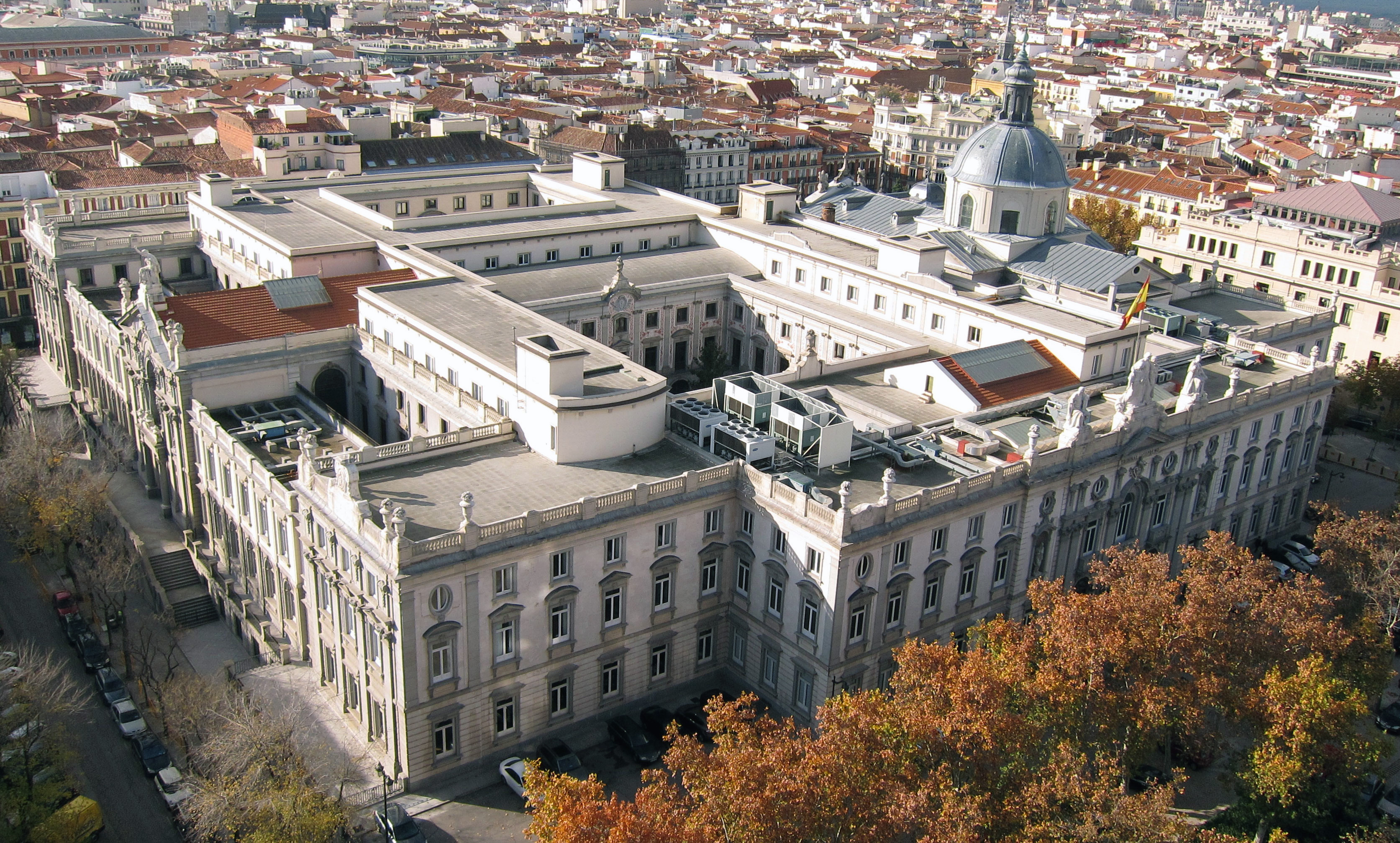
Conjunto arquitectónico del convento de las Salesas Reales en Madrid

El convento de la Visitación de Nuestra Señora, también llamado convento de las Salesas Reales, es un conjunto arquitectónico de Madrid, formado por un convento y palacio, y una iglesia. Fue fundado en 1748 por la reina Bárbara de Braganza para colegio y residencia de jóvenes de la nobleza, siendo enterrado en la iglesia el rey Fernando VI así como la propia reina fundadora, su esposa. Actualmente, la iglesia acoge la parroquia de Santa Bárbara, y el resto de la construcción es sede del Tribunal Supremo.
El palacio fue diseñado por el francés François Carlier, aunque debido a un viaje de este a Parma, fue Francisco Moradillo quien lo llevó a cabo, modificando el proyecto original de la iglesia al incluir dos torres-campanario. Las obras, comenzadas en 1750, duraron siete años, inaugurándose en 1758. Cuando en 1870 las religiosas fueron exclaustradas, el convento se destinó a palacio de justicia, aunque la iglesia siguió abierta al culto. En el siglo XX, el edificio sufrió dos grandes incendios, resultando gravemente dañado en el incendio de 1915. La restauración la realizó Joaquín Rojí.